# Musö

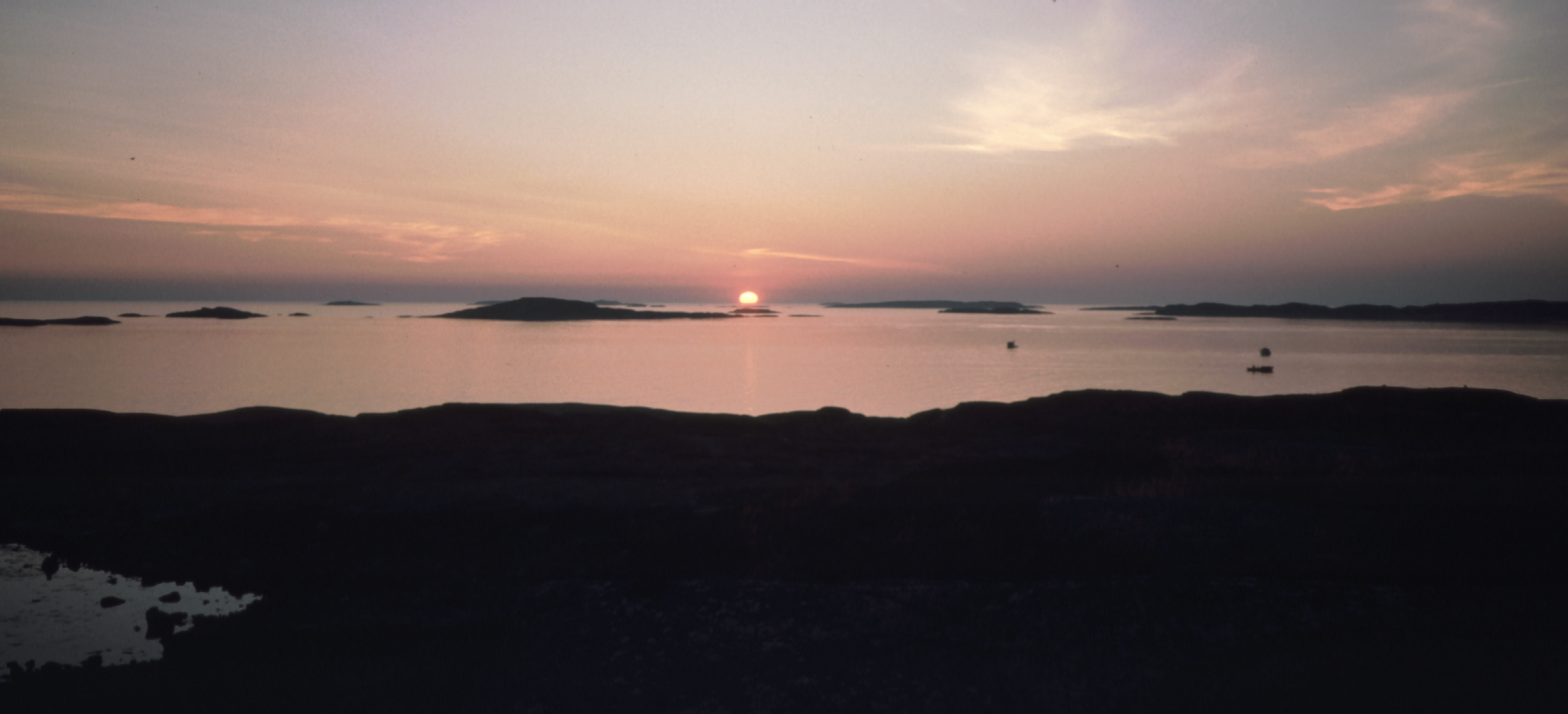
Musös rumpehällar i solnedgång. Måseskär i fonden, Otterön till höger i bild.

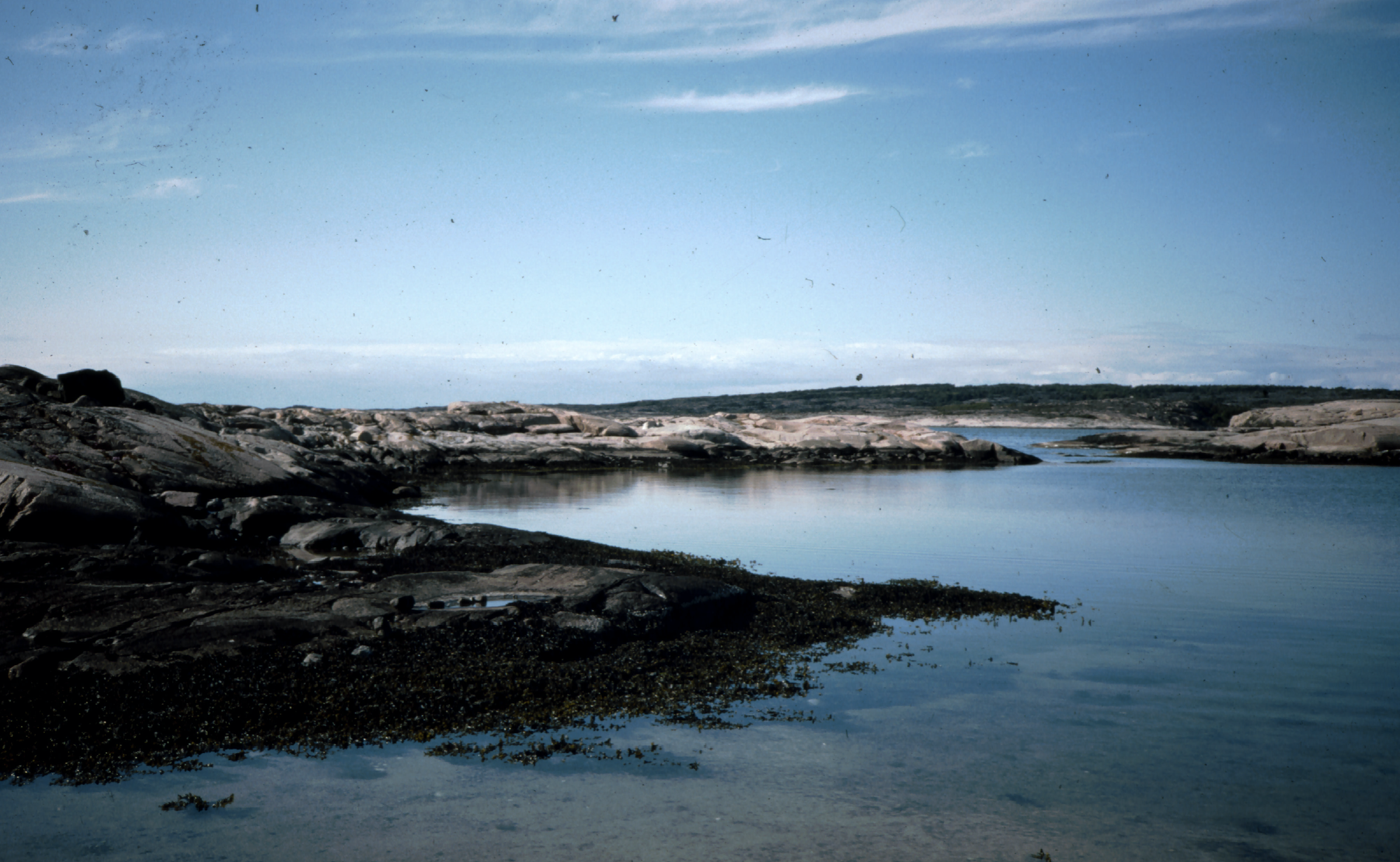
Musösältan 1975

Musön är en ö nordväst om Fjällbacka i Tanums kommun. Ön är ca 2,4 km från syd- till nordspets och cirka 1,5 km från öns västra del till den östra med en total areal om 152,6 ha. Öns högsta punkt heter Nordvalen vilken når 38 meter över havet enligt Lantmäteriverket. Härifrån har man fri utsikt över Skagerrak och Väderöarna. Nordväst om ön ligger Musösältan, en av fritidsbåtar flitigt använd mycket väl skyddad lagun med god ankarbotten.  

## Belägenhet
Ön ligger i Fjällbacka skärgård, i stort sett mitt emellan Fjällbacka och Grebbestad med Otterö som nordlig granne. Ön har ingen väg- eller färjeförbindelse. Närmaste naturliga angöringsplatser på fastlandet för båtar från och till ön är Långesjö i Veddökilen samt Kämpersvik som båda ligger på fastlandet tvärs över den ca 400–800 meter breda Musöfjorden. Under 1950-talet fick ett flertal hus telefonförbindelse, men ön fick inte el förrän slutet på 1970-talet.

## Natur
På Musö finns ett flertal jättegrytor.
Musö är ett Natura 2000-område, dvs. ett område där avsikten är att bevara speciella, i EU-direktiv bestämda naturtyper och arter. Öns strandkontur har många vikar och uddar med en stor variation av strandtyper såsom sandstränder, blockstränder och klippstränder omväxlat med små strandängar. På grusiga stränder finns bl.a. strandvallmo och ostronört. Ön har en blandning av hällmarker, hed, gräsmarker och fuktängar vilket är typiskt för bohuskusten. Man kan på Musö hitta växtarter som darrgräs, vildlin, jungfrulin, stagg, trift, nattviol, jungfru Marie nycklar, idegran, ek, strandkål, gullviva.
Mitt på ön finns ett c:a 10 ha stort område som har använts att odla olika grödor samt senare som betesmark för kor och får. Runt detta område finns ett flertal husgrunder från tidigare bebyggelse. Ön besöktes 1742 av Pehr Kalm och i "Pehr Kalms Wästgötska och Bohuslänska resa" nämner han att ön varit överväxt med skog vilken senare försvann, sannolikt i samband att ek användes för att påla Göteborg samt för att bygga upp den svenska flottan under 1600- och 1700-talen.

## Befolkning
Ön befolkas fortfarande (2010) av åretruntboende även om de sista fiskarna försvann från ön under 1980-talet. Under tidigt 1900-tal beboddes ön av fyra åretruntboende familjer, men från 1940-talet och fram till 1960-talet bebyggdes ön med ett knappt tiotal sommarhus samtidigt som några av de tidigare åretruntboendes hus inköptes av sommargäster. 

## Stenbrytning
Under 1800-talet bedrevs viss stenindustri och även om stenen på ön inte hade tillfredsställande kvalitet är betydande ytor på ön märkta av stenarbetet.

## Småbåtsvarv

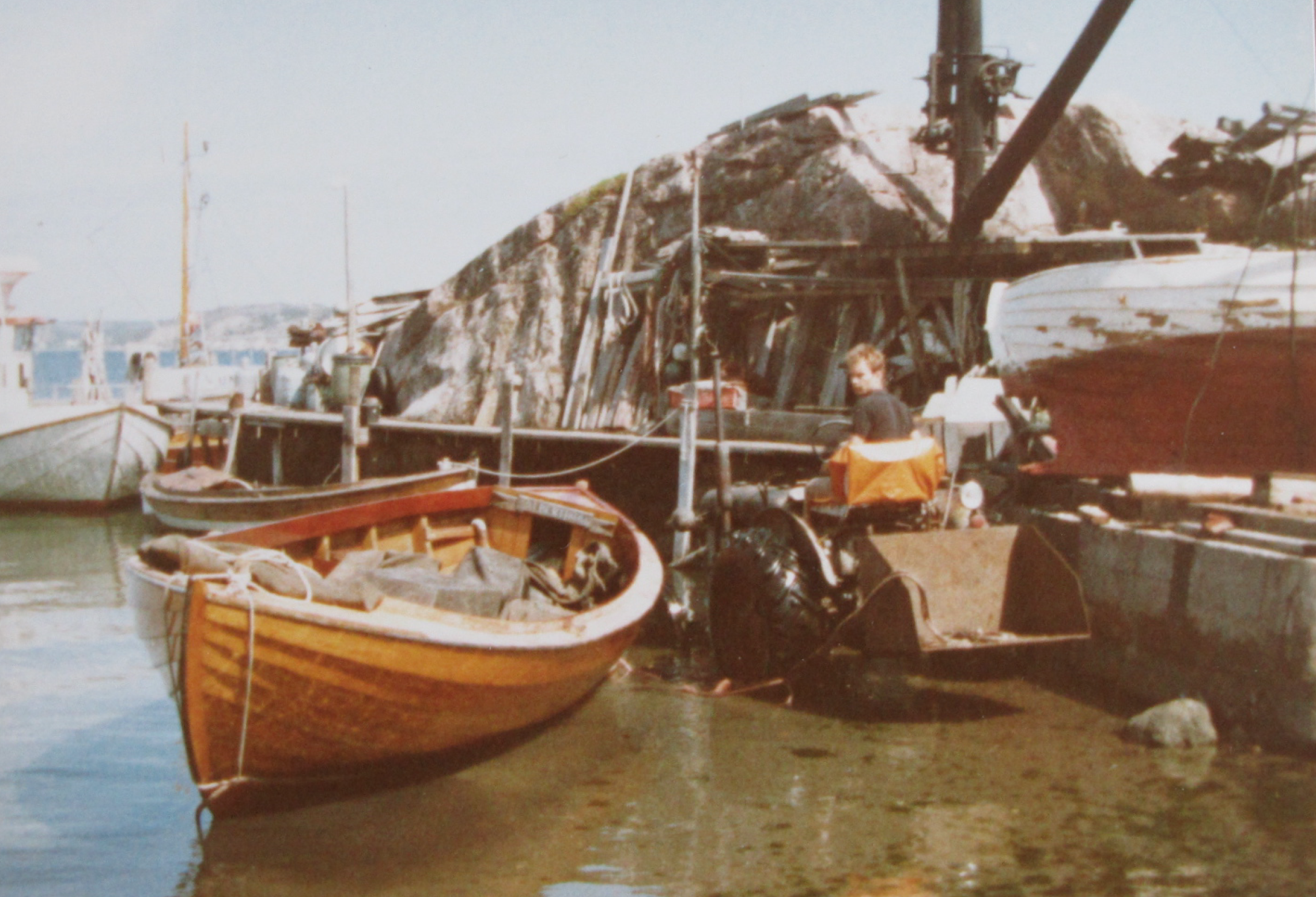
Varvet på Musö c:a 1973. Båten närmast i bild byggd på varvet.

Från 1940-talet fram till 1980-talet fanns på ön ett småbåtsvarv där ett flertal snipor, jullar och ekor byggdes. På varvet fanns egenkonstruerad utrustning i form av cirkelsåg, bandsåg mm som drevs av en tändkulemotor genom ett sinnrikt system av remmar. Det fanns även anordningar för att ångbasa bord till båtbyggnationen. I övrigt skedde allt arbete för hand ända tills en generator installerades under mitten av 1960-talet. Byggtekniken var framför allt klinkbyggen med furubord på ekspant. På en slip kunde båtar med en vikt på upp till ca tre ton hanteras. Ett par kranar för att lyfta mindre båtar, motorer och annat tillkom efterhand. På vintrarna förvarades, underhölls och reparerades här åtskilliga av traktens, framför allt öns, båtar.

## Kuriosa
Boken "När Goldie Hawn kom in från sjön" av Birger Sjöberg utspelar sig delvis på Musö och vid båtvarvet.